# Żukowice (gmina)
Pour les articles homonymes, voir Żukowice.
Żukowice est une gmina rurale du powiat de Głogów, Basse-Silésie, dans le sud-ouest de la Pologne. Son siège est le village de Żukowice, qui se situe environ 7 km à l'ouest de Głogów et 96 km au nord-ouest de la capitale régionale Wrocław.
La gmina couvre une superficie de 68,09 km2 pour une population de 3 516 habitants.

## Géographie
La gmina est bordée par la ville de Głogów et les gminy de Bytom Odrzański, Gaworzyce, Głogów, Jerzmanowa, Kotla, Radwanice et Siedlisko.
La gmina contient les villages de Brzeg Głogowski, Bukwica, Czerna, Dankowice, Dobrzejowice, Domaniowice, Glinica, Kamiona, Kłoda, Kromolin, Nielubia, Słone, Szczepów, Zabłocie et Żukowice.